# Tomosvaryella trochanterata
Tomosvaryella trochanterata är en tvåvingeart som beskrevs av Kuznetzov 1994. Tomosvaryella trochanterata ingår i släktet Tomosvaryella och familjen ögonflugor.
Artens utbredningsområde är Turkmenistan. Inga underarter finns listade i Catalogue of Life.